# White Flame
White Flame är ett finländskt rockband. Bandet består av sångaren Vince, gitarristen Anthon, basisten Sammye och trummisen Jony. All sång sker på engelska.
White Flame fick i november 2006 ett skivkontrakt på två år och två album. Avtalet omfattade även utgivning utomlands. 
White Flame-låten "Kill the Radio" med tillhörande musikvideo drabbades av ett partiellt förbud på brittiska MTV. Låten kritiserar radions val av spellistor. I Finland gick "Kill the Radio" in på den officiella singellistan vecka 26 2007.
Bandets debutalbum Yesterday’s News släpptes den 22 augusti 2007. Albumet innehåller tretton spår, på ett av dem gästspelar Michael Monroe. Yesterday’s News släpptes i Europa den 7 november 2008 i samarbete med Twilight Distribution och Sony. Den första internationella singeln var "Hour of Emptiness", som bandet gjorde en musikvideo för i samarbete med Energy Productions, produktionsbolaget bakom Star Wreck.
I början av 2008 gjorde bandet sin första turné i England. Senare den våren släppte bandet "Phoenix", en live-singel som spelades in under turnén. 
Under hösten 2008 och vintern 2009 arbetade White Flame på sitt nästa album, Tour Bus Diaries, som släpptes i Finland den 25 mars 2009 och tio andra europeiska länder 27 mars. I Finland var albumets första singel Tall Thin In och i Centraleuropa Certainly Something som låg flera veckor på den officiella finska nedladdnings- och singellistans topp tio. Efter albumet påbörjade bandet en turné i Finland och fem andra europeiska länder.

## Medlemmar
- Anthon - gitarr
- Jony - trummor
- Sammye - elbas
- Vince - sång

## Diskografi

### Album
- Yesterday’s News (2007)
- Tour Bus Diaries (2009)
- Cougar (2012)

### Singlar
- RockHard (2006)
- Kill the Radio (2007)
- Swimsuit Issue Centerfold (2007)
- Hour of Emptiness (2008)
- Phoenix (Live@UK) (2008)
- Tall Thin In (2009)
- Certainly Something (2009)
- Frontrow Girl (2009)
- I know where you live (2012)
- The Look (2012)
- Stay (2012)

### Video
- Kill The Radio (2007)
- Hour of Emptiness (2008)
- Phoenix (live video) (2008)
- Frontrow Girl (2009)
- The Look (2012)